# اندیس آنومالی قولدره علیا
آنومالی قولدره علیا یک اندیس فلزی است که در حوالی شهر چاپان استان آذربایجان غربی قرار دارد و مادهٔ معدنی موجود در آن، طلا است.سنگ میزبان این اندیس آهکهای مارنی و کنگلومرا است  